# Stay Away
 (novembre 2023).
Pistes de Nevermind
Lounge Act
(9) On a Plain
(11)
Stay Away est une chanson du groupe de grunge américain Nirvana. Elle est extraite de leur album Nevermind sortie le 24 septembre 1991.
Elle figure à la 10e position.